# 杨瑛 (成化进士)
楊瑛（1453年—？），字潤卿，直隸蘇州府嘉定縣人，民籍，明朝政治人物。

## 生平
成化二十二年（1486年）丙午科應天府鄉試第二十名舉人。成化二十三年（1487年）中式丁未科會試第三百十四名，二甲第十名進士。本年十一月授兵科給事中。进兵科右，弘治五年（1492年）十一月升本科左，七年七月升兵科都给事中，十一年十月升太仆寺少卿，与給事中魯昂互讦，十二年四月降调湖广常德府知府，十五年正月考察去职。

## 家族
曾祖楊彥英；祖父楊豫，教諭；父楊復，前母張氏；母崔氏。慈侍下。